# 0172
0172 è il prefisso telefonico del distretto di Savigliano, appartenente al compartimento di Torino.
Il distretto comprende la parte settentrionale della provincia di Cuneo. Confina con i distretti di Torino (011) a nord, di Alba (0173) a est, di Mondovì (0174) a sud-est, di Cuneo (0171) a sud-ovest e di Saluzzo (0175) a ovest.

## Aree locali e comuni
Il distretto di Savigliano comprende 32 comuni compresi nelle 4 aree locali di Bra, Fossano, Racconigi (ex settori di Moretta, Racconigi e Sommariva del Bosco) e Savigliano. I comuni compresi nel distretto sono: Baldissero d'Alba, Bene Vagienna, Bra, Caramagna Piemonte, Cardè, Cavallerleone, Cavallermaggiore, Ceresole d'Alba, Cervere, Cherasco, Fossano, Genola, Lequio Tanaro, Marene, Monasterolo di Savigliano, Montaldo Roero, Moretta, Murello, Pocapaglia, Racconigi, Ruffia, Salmour, Sanfrè, Santa Vittoria d'Alba, Sant'Albano Stura, Savigliano, Sommariva del Bosco, Sommariva Perno, Torre San Giorgio, Trinità, Verduno e Villanova Solaro .